# Norwegia na Zimowych Igrzyskach Olimpijskich 1994
Norwegię na Zimowych Igrzyskach Olimpijskich 1994 reprezentowało 88 zawodników. Był to siedemnasty start Norwegii na zimowych igrzyskach olimpijskich.

## Zdobyte medale
| Medal  | Zawodnik                                                     | Dyscyplina sportowa   | Konkurencja                      |
| ------ | ------------------------------------------------------------ | --------------------- | -------------------------------- |
| Złoto  | Lasse Kjus                                                   | Narciarstwo alpejskie | Kombinacja mężczyzn              |
| Złoto  | Bjørn Dæhlie                                                 | Biegi narciarskie     | 10 km stylem klasycznym mężczyzn |
| Złoto  | Bjørn Dæhlie                                                 | Biegi narciarskie     | Bieg łączony mężczyzn            |
| Złoto  | Thomas Alsgaard                                              | Biegi narciarskie     | 30 km stylem dowolnym mężczyzn   |
| Złoto  | Stine Lise Hattestad                                         | Narciarstwo dowolne   | Jazda po muldach kobiet          |
| Złoto  | Fred Børre Lundberg                                          | Kombinacja norweska   | Gundersen                        |
| Złoto  | Espen Bredesen                                               | Skoki narciarskie     | Normalna skocznia                |
| Złoto  | Johann Olav Koss                                             | Łyżwiarstwo szybkie   | 1500 m                           |
| Złoto  | Johann Olav Koss                                             | Łyżwiarstwo szybkie   | 5000 m                           |
| Złoto  | Johann Olav Koss                                             | Łyżwiarstwo szybkie   | 10 000 m                         |
| Srebro | Kjetil André Aamodt                                          | Narciarstwo alpejskie | Zjazd mężczyzn                   |
| Srebro | Kjetil André Aamodt                                          | Narciarstwo alpejskie | Kombinacja mężczyzn              |
| Srebro | Bjørn Dæhlie                                                 | Biegi narciarskie     | 30 km stylem dowolnym mężczyzn   |
| Srebro | Sture Sivertsen Vegard Ulvang Thomas Alsgaard Bjørn Dæhlie   | Biegi narciarskie     | Sztafeta mężczyzn                |
| Srebro | Marit Mikkelsplass                                           | Biegi narciarskie     | 30 km stylem klasycznym mężczyzn |
| Srebro | Trude Dybendahl Inger Helene Nybråten Elin Nilsen Anita Moen | Biegi narciarskie     | Sztafeta kobiet                  |
| Srebro | Knut Tore Apeland Bjarte Engen Vik Fred Børre Lundberg       | Kombinacja norweska   | Konkurs drużynowy                |
| Srebro | Lasse Ottesen                                                | Skoki narciarskie     | Skocznia normalna                |
| Srebro | Espen Bredesen                                               | Skoki narciarskie     | Skocznia duża                    |
| Srebro | Kjell Storelid                                               | Łyżwiarstwo szybkie   | 5000 m                           |
| Srebro | Kjell Storelid                                               | Łyżwiarstwo szybkie   | 10 000 m                         |
| Brąz   | Kjetil André Aamodt                                          | Narciarstwo alpejskie | Supergigant mężczyzn             |
| Brąz   | Harald Christian Strand Nilsen                               | Narciarstwo alpejskie | Kombinacja mężczyzn              |
| Brąz   | Sture Sivertsen                                              | Biegi narciarskie     | 50 km stylem klasycznym mężczyzn |
| Brąz   | Stine Lise Hattestad                                         | Narciarstwo dowolne   | Skoki akrobatyczne kobiet        |
| Brąz   | Bjarte Engen Vik                                             | Kombinacja norweska   | Gundersen                        |

## Wyniki reprezentantów Norwegii

### Biathlon

#### Mężczyźni
| Zawodnik                                                           | Konkurencja                | Czas      | Ilość pudeł | Pozycja | Źródło |
| ------------------------------------------------------------------ | -------------------------- | --------- | ----------- | ------- | ------ |
| Ivar Ulekleiv                                                      | Sprint na 10 km            | 29:56.6   | 1 (0+1)     | 14.     | [ 1 ]  |
| Jon Åge Tyldum                                                     | Sprint na 10 km            | 30:36.7   | 2 (1+1)     | 25.     | [ 1 ]  |
| Ole Einar Bjørndalen                                               | Sprint na 10 km            | 30:44.6   | 1 (1+0)     | 28.     | [ 1 ]  |
| Sylfest Glimsdal                                                   | Sprint na 10 km            | 32:07.4   | 3 (2+1)     | 53.     | [ 1 ]  |
| Sylfest Glimsdal                                                   | Bieg indywidualny na 20 km | 59:42.4   | 3 (2+0+0+1) | 9.      | [ 2 ]  |
| Ole Einar Bjørndalen                                               | Bieg indywidualny na 20 km | 1:01:51.0 | 4 (1+1+1+1) | 36.     | [ 2 ]  |
| Halvard Hanevold                                                   | Bieg indywidualny na 20 km | 1:02:52.0 | 4 (1+0+2+1) | 46.     | [ 2 ]  |
| Jon Åge Tyldum                                                     | Bieg indywidualny na 20 km | 1:03:31.7 | 3 (2+0+0+1) | 52.     | [ 2 ]  |
| Ole Einar Bjørndalen Ivar Ulekleiv Halvard Hanevold Jon Åge Tyldum | Sztafeta 4x7,5 km          | 1:33:32.8 | 0 (0+0)     | 7.      | [ 3 ]  |

#### Kobiety
| Zawodnik                                                                | Konkurencja                | Czas      | Ilość pudeł | Pozycja | Źródło |
| ----------------------------------------------------------------------- | -------------------------- | --------- | ----------- | ------- | ------ |
| Elin Kristiansen                                                        | Sprint na 7,5 km           | 26:53.5   | 0 (0+0)     | 10.     | [ 4 ]  |
| Ann-Elen Skjelbreid                                                     | Sprint na 7,5 km           | 27:17.7   | 1 (0+1)     | 17.     | [ 4 ]  |
| Annette Sikveland                                                       | Sprint na 7,5 km           | 27:32.8   | 2 (1+1)     | 22.     | [ 4 ]  |
| Hildegunn Fossen                                                        | Sprint na 7,5 km           | 29:16.2   | 4 (2+2)     | 47.     | [ 4 ]  |
| Hildegunn Fossen                                                        | Bieg indywidualny na 15 km | 55:55.4   | 3 (0+3+0+0) | 21.     | [ 5 ]  |
| Elin Kristiansen                                                        | Bieg indywidualny na 15 km | 57:04.2   | 3 (1+1+0+1) | 31.     | [ 5 ]  |
| Gunn Margit Andreassen                                                  | Bieg indywidualny na 15 km | 59:02.7   | 3 (0+2+1+0) | 43.     | [ 5 ]  |
| Anne Elvebakk                                                           | Bieg indywidualny na 15 km | 1:00:29.8 | 5 (2+2+1+0) | 59.     | [ 5 ]  |
| Ann-Elen Skjelbreid Annette Sikveland Hildegunn Fossen Elin Kristiansen | Sztafeta 4x7,5 km          | 1:54:08.1 | 2           | 4.      | [ 6 ]  |

### Biegi narciarskie

#### Mężczyźni

##### Bieg pościgowy
| Zawodnik        | Konkurencja                              | Strata na początku | Czas    | Pozycja | Źródło |
| --------------- | ---------------------------------------- | ------------------ | ------- | ------- | ------ |
| Bjørn Dæhlie    | Bieg pościgowy na 15 km techniką dowolną | 0 s                | 35:48.8 | złoto   | [ 8 ]  |
| Sture Sivertsen | Bieg pościgowy na 15 km techniką dowolną | +0:39              | 37:49.7 | 7.      | [ 8 ]  |

##### Biegi na dystansach i sztafeta
| Zawodnik                                                   | Konkurencja             | Czas      | Pozycja | Źródło |
| ---------------------------------------------------------- | ----------------------- | --------- | ------- | ------ |
| Bjørn Dæhlie                                               | 10 km stylem klasycznym | 24:20.1   | złoto   | [ 9 ]  |
| Sture Sivertsen                                            | 10 km stylem klasycznym | 24:59.7   | 5.      | [ 9 ]  |
| Vegard Ulvang                                              | 10 km stylem klasycznym | 25:08.0   | 7.      | [ 9 ]  |
| Thomas Alsgaard                                            | 10 km stylem klasycznym | 26:07.0   | 24.     | [ 9 ]  |
| Thomas Alsgaard                                            | 30 km stylem dowolnym   | 1:12:26.4 | złoto   | [ 10 ] |
| Bjørn Dæhlie                                               | 30 km stylem dowolnym   | 1:13:13.6 | srebro  | [ 10 ] |
| Egil Kristiansen                                           | 30 km stylem dowolnym   | 1:15:37.7 | 8.      | [ 10 ] |
| Kristen Skjeldal                                           | 30 km stylem dowolnym   | 1:17:48.3 | 18.     | [ 10 ] |
| Sture Sivertsen                                            | 50 km stylem klasycznym | 2:08:49.0 | brąz    | [ 11 ] |
| Bjørn Dæhlie                                               | 50 km stylem klasycznym | 2:09:11.4 | 4.      | [ 11 ] |
| Erling Jevne                                               | 50 km stylem klasycznym | 2:09:12.2 | 5.      | [ 11 ] |
| Vegard Ulvang                                              | 50 km stylem klasycznym | 2:10:40.0 | 10.     | [ 11 ] |
| Sture Sivertsen Vegard Ulvang Thomas Alsgaard Bjørn Dæhlie | Sztafeta 4x10 km        | 1:41:15.4 | srebro  | [ 12 ] |

#### Kobiety

##### Bieg pościgowy
| Zawodnik        | Konkurencja                              | Strata na początku | Czas    | Pozycja | Źródło |
| --------------- | ---------------------------------------- | ------------------ | ------- | ------- | ------ |
| Trude Dybendahl | Bieg pościgowy na 10 km techniką dowolną | +0:40              | 28:42.2 | 7.      | [ 13 ] |
| Anita Moen      | Bieg pościgowy na 10 km techniką dowolną | +0:31              | 29:13.2 | 8.      | [ 13 ] |
| Elin Nilsen     | Bieg pościgowy na 10 km techniką dowolną | +0:55              | 29:35.4 | 12.     | [ 13 ] |

##### Biegi na dystansach i sztafeta
| Zawodnik                                                     | Konkurencja             | Czas      | Pozycja | Źródło |
| ------------------------------------------------------------ | ----------------------- | --------- | ------- | ------ |
| Anita Moen                                                   | 5 km stylem klasycznym  | 14:39.4   | 4.      | [ 14 ] |
| Inger Helene Nybråten                                        | 5 km stylem klasycznym  | 14:43.6   | 5.      | [ 14 ] |
| Trude Dybendahl                                              | 5 km stylem klasycznym  | 14:48.1   | 7.      | [ 14 ] |
| Elin Nilsen                                                  | 5 km stylem klasycznym  | 15:03.1   | 12.     | [ 14 ] |
| Anita Moen                                                   | 15 km stylem dowolnym   | 42:42.9   | 10.     | [ 15 ] |
| Elin Nilsen                                                  | 15 km stylem dowolnym   | 43:19.8   | 13.     | [ 15 ] |
| Marit Wold                                                   | 15 km stylem dowolnym   | 43:25.1   | 14.     | [ 15 ] |
| Bente Martinsen                                              | 15 km stylem dowolnym   | 44:35.0   | 20.     | [ 15 ] |
| Marit Wold                                                   | 30 km stylem klasycznym | 1:25:57.8 | srebro  | [ 16 ] |
| Trude Dybendahl                                              | 30 km stylem klasycznym | 1:26:52.6 | 4.      | [ 16 ] |
| Inger Helene Nybråten                                        | 30 km stylem klasycznym | 1:27:11.2 | 7.      | [ 16 ] |
| Anita Moen                                                   | 30 km stylem klasycznym | 1:28:18.1 | 10.     | [ 16 ] |
| Trude Dybendahl Inger Helene Nybråten Elin Nilsen Anita Moen | Sztafeta 4x5 km         | 57:42.6   | srebro  | [ 17 ] |

### Hokej na lodzie

#### Skład kadry
- Cato Tom Andersen,
- Lars Andersen,
- Morgan Andersen,
- Vegar Barlie,
- Arne Billkvam,
- Svenn Erik Bjørnstad,
- Ole-Eskild Dahlstrøm,
- Jan-Roar Fagerli,
- Morten Finstad,
- Geir Hoff,
- Tommy Jakobsen,
- Roy Johansen,
- Tom Johansen,
- Espen Knutsen,
- Erik Kristiansen,
- Trond Magnussen,
- Jim Marthinsen,
- Svein Enok Nørstebø,
- Marius Rath,
- Petter Salsten,
- Rob Schistad,
- Petter Thoresen.

#### Mecze[18]

##### Faza grupowa
| Data      | Przeciwnik | Wynik             |
| --------- | ---------- | ----------------- |
| 12 lutego | Rosja      | 1-5 (1-2,0-1,0-2) |
| 14 lutego | Niemcy     | 1-2 (0-1,1-1,0-0) |
| 16 lutego | Finlandia  | 0-4 (0-1,0-2,0-1) |
| 18 lutego | Czechy     | 1-4 (0-3,0-0,1-1) |
| 20 lutego | Austria    | 2-4 (1-1,1-1,0-2) |

Pozycja w grupie: 6 miejsce (0 pkt, 0-0-5, Bramki: 5-19)

##### O miejsca 9.-12.
| Data      | Przeciwnik | Wynik             |
| --------- | ---------- | ----------------- |
| 12 lutego | Włochy     | 3-6 (2-3,1-1,0-2) |
| 14 lutego | Austria    | 3-1 (1-0,1-0,1-1) |

Końcowy wynik: 11. pozycja

### Kombinacja norweska

#### Mężczyźni
| Zawodnik                                               | Konkurencja | Skoki na normalnej skoczni | Skoki na normalnej skoczni | Skoki na normalnej skoczni | Skoki na normalnej skoczni | Skoki na normalnej skoczni | Skoki na normalnej skoczni | Bieg pościgowy na 15 km/Sztafeta 3x10 km | Bieg pościgowy na 15 km/Sztafeta 3x10 km | Bieg pościgowy na 15 km/Sztafeta 3x10 km | Pozycja końcowa | Źródło |
| Zawodnik                                               | Konkurencja | Skok 1                     | Skok 1                     | Skok 2                     | Skok 2                     | Suma punktów               | Pozycja                    | Strata na początku                       | Czas netto                               | Pozycja                                  | Pozycja końcowa | Źródło |
| Zawodnik                                               | Konkurencja | Wynik                      | Punkty                     | Wynik                      | Punkty                     | Suma punktów               | Pozycja                    | Strata na początku                       | Czas netto                               | Pozycja                                  | Pozycja końcowa | Źródło |
| ------------------------------------------------------ | ----------- | -------------------------- | -------------------------- | -------------------------- | -------------------------- | -------------------------- | -------------------------- | ---------------------------------------- | ---------------------------------------- | ---------------------------------------- | --------------- | ------ |
| Fred Børre Lundberg                                    | Gundersen   | 92,5 m                     | 124,5 pkt                  | 92 m                       | 122,5 pkt                  | 247 pkt                    | 1.                         | 0 s                                      | 39:07.9                                  | 8.                                       | złoto           | [ 19 ] |
| Bjarte Engen Vik                                       | Gundersen   | 91,5 m                     | 120 pkt                    | 92 m                       | 120,5 pkt                  | 240,5 pkt                  | 3.                         | +0:43                                    | 39:43.2                                  | 15.                                      | brąz            | [ 19 ] |
| Trond Einar Elden                                      | Gundersen   | 82 m                       | 98,5 pkt                   | 83 m                       | 103 pkt                    | 201,5 pkt                  | 17.                        | +5:03                                    | 38:07.7                                  | 1.                                       | 8.              | [ 19 ] |
| Knut Tore Apeland                                      | Gundersen   | 83,5 m                     | 102,5 pkt                  | 83 m                       | 102 pkt                    | 204,5 pkt                  | 15.                        | +4:43                                    | 39:16.6                                  | 9.                                       | 11.             | [ 19 ] |
| Bjarte Engen Vik Knut Tore Apeland Fred Børre Lundberg | Drużynowo   | 93,5 m 89 m 81,5 m         | 337 pkt                    | 94 m 82 m 86 m             | 335 pkt                    | 672 pkt                    | 2.                         | +5:07                                    | 1:22:33.9                                | 2.                                       | srebro          | [ 20 ] |

### Łyżwiarstwo szybkie

#### Mężczyźni
| Zawodnik         | Konkurencja | Czas     | Pozycja | Źródło |
| ---------------- | ----------- | -------- | ------- | ------ |
| Grunde Njøs      | 500 m       | 36.66    | 7.      | [ 21 ] |
| Roger Strøm      | 500 m       | DNF      | DNF     | [ 21 ] |
| Roger Strøm      | 1000 m      | 1:13.74  | 7.      | [ 22 ] |
| Grunde Njøs      | 1000 m      | DNF      | DNF     | [ 22 ] |
| Ådne Søndrål     | 1000 m      | DSQ      | DSQ     | [ 22 ] |
| Johann Olav Koss | 1500 m      | 1:51.29  | złoto   | [ 23 ] |
| Ådne Søndrål     | 1500 m      | 1:53.13  | 4.      | [ 23 ] |
| Kjell Storelid   | 1500 m      | 1:54.69  | 14.     | [ 23 ] |
| Steinar Johansen | 1500 m      | 1:55.21  | 18.     | [ 23 ] |
| Johann Olav Koss | 5000 m      | 6:34.96  | złoto   | [ 24 ] |
| Kjell Storelid   | 5000 m      | 6:42.68  | srebro  | [ 24 ] |
| Atle Vårvik      | 5000 m      | 7:00.83  | 26.     | [ 24 ] |
| Johann Olav Koss | 10000 m     | 13:30.55 | złoto   | [ 25 ] |
| Kjell Storelid   | 10000 m     | 13:49.25 | srebro  | [ 25 ] |

#### Kobiety
| Zawodnik             | Konkurencja | Czas    | Pozycja | Źródło |
| -------------------- | ----------- | ------- | ------- | ------ |
| Edel Therese Høiseth | 500 m       | 40.20   | 8.      | [ 26 ] |
| Edel Therese Høiseth | 1000 m      | 1:22.98 | 26.     | [ 27 ] |

### Narciarstwo alpejskie
Mężczyźni
| Zawodnik              | Konkurencja   | 1. przejazd | 1. przejazd | 2. przejazd | 2. przejazd | Czas końcowy     | Pozycja          | Źródło |
| Zawodnik              | Konkurencja   | Czas        | Pozycja     | Czas        | Pozycja     | Czas końcowy     | Pozycja          | Źródło |
| --------------------- | ------------- | ----------- | ----------- | ----------- | ----------- | ---------------- | ---------------- | ------ |
| Kjetil André Aamodt   | Zjazd         | 1:45.79     | 2.          | Nie dotyczy | Nie dotyczy | 1:45.79          | srebro           | [ 28 ] |
| Atle Skårdal          | Zjazd         | 1:46.29     | 9.          | Nie dotyczy | Nie dotyczy | 1:46.29          | 9.               | [ 28 ] |
| Jan Einar Thorsen     | Zjazd         | 1:46.34     | 10.         | Nie dotyczy | Nie dotyczy | 1:46.34          | 10.              | [ 28 ] |
| Lasse Kjus            | Zjazd         | 1:46.84     | 18.         | Nie dotyczy | Nie dotyczy | 1:46.84          | 18.              | [ 28 ] |
| Kjetil André Aamodt   | Supergigant   | 1:32.93     | 3.          | Nie dotyczy | Nie dotyczy | 1:32.93          | brąz             | [ 29 ] |
| Atle Skårdal          | Supergigant   | 1:33.31     | 6.          | Nie dotyczy | Nie dotyczy | 1:33.31          | 6.               | [ 29 ] |
| Jan Einar Thorsen     | Supergigant   | 1:33.37     | 7.          | Nie dotyczy | Nie dotyczy | 1:33.37          | 7.               | [ 29 ] |
| Lasse Kjus            | Supergigant   | 1:34.02     | 12.         | Nie dotyczy | Nie dotyczy | 1:34.02          | 12.              | [ 29 ] |
| Jan Einar Thorsen     | Slalom gigant | 1:28.78     | 4.          | 1:23.93     | 6.          | 2:52.71          | 4.               | [ 30 ] |
| Lasse Kjus            | Slalom gigant | 1:29.07     | 7.          | 1:24.16     | 7.          | 2:53.23          | 7.               | [ 30 ] |
| Kjetil André Aamodt   | Slalom gigant | 1:30.03     | 18.         | 1:23.88     | 5.          | 2:53.91          | 12.              | [ 30 ] |
| Ole Kristian Furuseth | Slalom gigant | DNF         | DNF         | NQ          | NQ          | Nieklasyfikowany | Nieklasyfikowany | [ 30 ] |
| Finn Christian Jagge  | Slalom        | 1:02.16     | 5.          | 1:01.03     | 8.          | 2:03.19          | 6.               | [ 31 ] |
| Kjetil André Aamodt   | Slalom        | 1:01.80     | 2.          | DNF         | DNF         | Nieklasyfikowany | Nieklasyfikowany | [ 31 ] |
| Lasse Kjus            | Slalom        | DNF         | DNF         | NQ          | NQ          | Nieklasyfikowany | Nieklasyfikowany | [ 31 ] |
| Ole Kristian Furuseth | Slalom        | DSQ         | DSQ         | NQ          | NQ          | Nieklasyfikowany | Nieklasyfikowany | [ 31 ] |

| Zawodnik                       | Konkurencja | Zjazd   | Zjazd   | Slalom         | Slalom         | Slalom         | Slalom  | Czas końcowy | Pozycja | Źródło |
| Zawodnik                       | Konkurencja | Czas    | Pozycja | Czas przejazdu | Czas przejazdu | Czas całkowity | Pozycja | Czas końcowy | Pozycja | Źródło |
| Zawodnik                       | Konkurencja | Czas    | Pozycja | 1              | 2              | Czas całkowity | Pozycja | Czas końcowy | Pozycja | Źródło |
| ------------------------------ | ----------- | ------- | ------- | -------------- | -------------- | -------------- | ------- | ------------ | ------- | ------ |
| Lasse Kjus                     | Kombinacja  | 1:36.95 | 1.      | 51.25          | 49.33          | 1:40.58        | 7.      | 3:17.53      | złoto   | [ 32 ] |
| Kjetil André Aamodt            | Kombinacja  | 1:37.49 | 6.      | 51.77          | 49.29          | 1:41.06        | 9.      | 3:18.55      | srebro  | [ 32 ] |
| Harald Christian Strand Nilsen | Kombinacja  | 1:39.05 | 21.     | 51.59          | 48.50          | 1:40.09        | 4.      | 3:19.14      | brąz    | [ 32 ] |
| Atle Skårdal                   | Kombinacja  | 1:38.18 | 9.      | 54.29          | 51.81          | 1:46.10        | 23.     | 3:24.28      | 18.     | [ 32 ] |

#### Kobiety
| Zawodnik            | Konkurencja   | 1. przejazd | 1. przejazd | 2. przejazd | 2. przejazd | Czas końcowy     | Pozycja          | Źródło |
| Zawodnik            | Konkurencja   | Czas        | Pozycja     | Czas        | Pozycja     | Czas końcowy     | Pozycja          | Źródło |
| ------------------- | ------------- | ----------- | ----------- | ----------- | ----------- | ---------------- | ---------------- | ------ |
| Jeanette Lunde      | Zjazd         | 1:37.80     | 11.         | Nie dotyczy | Nie dotyczy | 1:37.80          | 11.              | [ 33 ] |
| Marianne Kjørstad   | Supergigant   | 1:23.83     | 22.         | Nie dotyczy | Nie dotyczy | 1:23.83          | 22.              | [ 34 ] |
| Jeanette Lunde      | Supergigant   | 1:25.32     | 32.         | Nie dotyczy | Nie dotyczy | 1:25.32          | 32.              | [ 34 ] |
| Caroline Gedde-Dahl | Supergigant   | 1:26.13     | 35.         | Nie dotyczy | Nie dotyczy | 1:26.13          | 35.              | [ 34 ] |
| Marianne Kjørstad   | Slalom gigant | 1:21.81     | 9.          | 1:12.98     | 10.         | 2:34.79          | 8.               | [ 35 ] |
| Trine Bakke         | Slalom gigant | 1:23.63     | 26.         | 1:13.55     | 18.         | 2:37.18          | 19.              | [ 35 ] |
| Caroline Gedde-Dahl | Slalom gigant | 1:23.42     | 22.         | DNF         | DNF         | Nieklasyfikowany | Nieklasyfikowany | [ 35 ] |
| Trude Gimle         | Slalom        | 1:01.55     | 20.         | 58.32       | 14.         | 1:59.87          | 15.              | [ 36 ] |
| Marianne Kjørstad   | Slalom        | DNF         | DNF         | NQ          | NQ          | Nieklasyfikowany | Nieklasyfikowany | [ 36 ] |
| Trine Bakke         | Slalom        | DSQ         | DSQ         | NQ          | NQ          | Nieklasyfikowany | Nieklasyfikowany | [ 36 ] |
| Caroline Gedde-Dahl | Slalom        | DSQ         | DSQ         | NQ          | NQ          | Nieklasyfikowany | Nieklasyfikowany | [ 36 ] |

| Zawodnik       | Konkurencja | Zjazd   | Zjazd   | Slalom         | Slalom         | Slalom         | Slalom  | Czas końcowy | Pozycja | Źródło |
| Zawodnik       | Konkurencja | Czas    | Pozycja | Czas przejazdu | Czas przejazdu | Czas całkowity | Pozycja | Czas końcowy | Pozycja | Źródło |
| Zawodnik       | Konkurencja | Czas    | Pozycja | 1              | 2              | Czas całkowity | Pozycja | Czas końcowy | Pozycja | Źródło |
| -------------- | ----------- | ------- | ------- | -------------- | -------------- | -------------- | ------- | ------------ | ------- | ------ |
| Jeanette Lunde | Kombinacja  | 1:29.31 | 12.     | 55.11          | 51.55          | 1:46.66        | 16.     | 3:15.97      | 15.     | [ 37 ] |

### Narciarstwo dowolne

#### Mężczyźni

##### Jazda po muldach
| Zawodnik           | Eliminacje | Eliminacje | Eliminacje | Finał | Finał     | Finał   | Źródło |
| Zawodnik           | Czas       | Punkty     | Pozycja    | Czas  | Punkty    | Pozycja | Źródło |
| ------------------ | ---------- | ---------- | ---------- | ----- | --------- | ------- | ------ |
| Hans Engelsen Eide | 23.84      | 25,06 pkt  | 8. Q       | 23.86 | 23,32 pkt | 15.     | [ 38 ] |

##### Skoki akrobtyczne
| Zawodnik  | Eliminacje     | Eliminacje     | Eliminacje   | Eliminacje | Finał          | Finał          | Finał        | Finał   | Źródło |
| Zawodnik  | Punkty za skok | Punkty za skok | Suma punktów | Pozycja    | Punkty za skok | Punkty za skok | Suma punktów | Pozycja | Źródło |
| Zawodnik  | Skok 1         | Skok 2         | Suma punktów | Pozycja    | Skok 1         | Skok 2         | Suma punktów | Pozycja | Źródło |
| --------- | -------------- | -------------- | ------------ | ---------- | -------------- | -------------- | ------------ | ------- | ------ |
| Tor Skeie | 79,42 pkt      | 93,35 pkt      | 172,77 pkt   | 15.        | NQ             | NQ             | NQ           | NQ      | [ 39 ] |

#### Kobiety

##### Jazda po muldach
| Zawodnik             | Eliminacje | Eliminacje | Eliminacje | Finał | Finał     | Finał   | Źródło |
| Zawodnik             | Czas       | Punkty     | Pozycja    | Czas  | Punkty    | Pozycja | Źródło |
| -------------------- | ---------- | ---------- | ---------- | ----- | --------- | ------- | ------ |
| Stine Lise Hattestad | 31.83      | 24,91 pkt  | 2.         | 29.51 | 25,97 pkt | złoto   | [ 40 ] |

##### Skoki akrobtyczne
| Zawodnik          | Eliminacje     | Eliminacje     | Eliminacje   | Eliminacje | Finał          | Finał          | Finał        | Finał   | Źródło |
| Zawodnik          | Punkty za skok | Punkty za skok | Suma punktów | Pozycja    | Punkty za skok | Punkty za skok | Suma punktów | Pozycja | Źródło |
| Zawodnik          | Skok 1         | Skok 2         | Suma punktów | Pozycja    | Skok 1         | Skok 2         | Suma punktów | Pozycja | Źródło |
| ----------------- | -------------- | -------------- | ------------ | ---------- | -------------- | -------------- | ------------ | ------- | ------ |
| Hilde Synnøve Lid | 77,43 pkt      | 81,27 pkt      | 158,7 pkt    | 2. Q       | 76,41 pkt      | 87,72 pkt      | 164,13 pkt   | brąz    | [ 39 ] |

### Saneczkarstwo

#### Mężczyźni
| Zawodnik                          | Konkurencja | Czas przejazdu | Czas przejazdu | Czas końcowy     | Pozycja          | Źródło |
| Zawodnik                          | Konkurencja | 1              | 2              | Czas końcowy     | Pozycja          | Źródło |
| --------------------------------- | ----------- | -------------- | -------------- | ---------------- | ---------------- | ------ |
| Harald Rolfsen Lars-Marius Waldal | Dwójki      | DSQ            | NQ             | Nieklasyfikowany | Nieklasyfikowany | [ 41 ] |

#### Kobiety
| Zawodnik   | Konkurencja | Czas przejazdu | Czas przejazdu | Czas przejazdu | Czas przejazdu | Czas końcowy | Pozycja | Źródło |
| Zawodnik   | Konkurencja | 1              | 2              | 3              | 4              | Czas końcowy | Pozycja | Źródło |
| ---------- | ----------- | -------------- | -------------- | -------------- | -------------- | ------------ | ------- | ------ |
| Pia Wedege | Jedynki     | 49.367         | 49.490         | 49.720         | 49.470         | 3:18.047     | 13.     | [ 42 ] |

### Skoki narciarskie

#### Mężczyźni
| Zawodnik                                                | Konkurencja       | 1. seria                      | 1. seria  | 1. seria | 2. seria                   | 2. seria  | Suma punktów | Pozycja | Źródło |
| Zawodnik                                                | Konkurencja       | Wynik                         | Punkty    | Pozycja  | Wynik                      | Punkty    | Suma punktów | Pozycja | Źródło |
| ------------------------------------------------------- | ----------------- | ----------------------------- | --------- | -------- | -------------------------- | --------- | ------------ | ------- | ------ |
| Espen Bredesen                                          | Skocznia normalna | 100,5 m                       | 140,5 pkt | 1.       | 104 m                      | 141,5 pkt | 282 pkt      | złoto   | [ 43 ] |
| Lasse Ottesen                                           | Skocznia normalna | 102,5 m                       | 137,5 pkt | 2.       | 98 m                       | 130,5 pkt | 268 pkt      | srebro  | [ 43 ] |
| Bjørn Myrbakken                                         | Skocznia normalna | 87 m                          | 106,5 pkt | 34.      | 84,5 m                     | 71 pkt    | 177,5 pkt    | 39.     | [ 43 ] |
| Øyvind Berg                                             | Skocznia normalna | 89 m                          | 112,5 pkt | 24.      | 59 m                       | 37 pkt    | 149,5 pkt    | 52.     | [ 43 ] |
| Espen Bredesen                                          | Skocznia duża     | 135,5 m                       | 144,4 pkt | 1.       | 122 m                      | 122,1 pkt | 266,5 pkt    | srebro  | [ 44 ] |
| Lasse Ottesen                                           | Skocznia duża     | 117 m                         | 109,6 pkt | 11.      | 120 m                      | 117 pkt   | 226,6 pkt    | 6.      | [ 44 ] |
| Øyvind Berg                                             | Skocznia duża     | 112 m                         | 99,6 pkt  | 16.      | 105,5 m                    | 87,4 pkt  | 187 pkt      | 17.     | [ 44 ] |
| Stein Henrik Tuff                                       | Skocznia duża     | 87 m                          | 51,1 pkt  | 46.      | 90,5 m                     | 59,4 pkt  | 110,5 pkt    | 43.     | [ 44 ] |
| Espen Bredesen Lasse Ottesen Øyvind Berg Roar Ljøkelsøy | Drużynowo         | 124,5 m 119 m 111,5 m 116,5 m | 449,7 pkt | 4.       | 127 m 124,5 m 121 m 99,5 m | 449,1 pkt | 898,8 pkt    | 4.      | [ 45 ] |

### Short track

#### Mężczyźni
| Zawodnik                                                                      | Konkurencja     | Eliminacje  | Eliminacje  | Ćwierćfinały | Ćwierćfinały | Półfinały | Półfinały | Finał B | Finał B | Finał A | Finał A | Pozycja | Źródło |
| Zawodnik                                                                      | Konkurencja     | Czas        | Pozycja     | Czas         | Pozycja      | Czas      | Pozycja   | Czas    | Pozycja | Czas    | Pozycja | Pozycja | Źródło |
| ----------------------------------------------------------------------------- | --------------- | ----------- | ----------- | ------------ | ------------ | --------- | --------- | ------- | ------- | ------- | ------- | ------- | ------ |
| Bjørnar Elgetun                                                               | 500 m           | 44.01       | 1. Q        | 45.35        | 3.           | NQ        | NQ        | NQ      | NQ      | NQ      | NQ      | 9.      | [ 46 ] |
| Bjørnar Elgetun                                                               | 1000 m          | 1:32.35     | 2. Q        | 1:30.96      | 3.           | NQ        | NQ        | NQ      | NQ      | NQ      | NQ      | 11.     | [ 47 ] |
| Bjørnar Elgetun Gisle Elvebakken Tore Klevstuen Morten Staubo Øystein Carlsen | Sztafeta 5000 m | Nie dotyczy | Nie dotyczy | Nie dotyczy  | Nie dotyczy  | 7:25.73   | 4.        | 7:24.29 | 2.      | NQ      | NQ      | 6.      | [ 48 ] |